# Matthew Morgenstern
Matthew Morgenstern, auch Moshe Morgenstern (hebräisch משה מורגנשטרן; * 1968 in London, Großbritannien), ist ein israelischer Linguist.

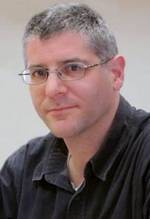
Matthew Morgenstern

## Leben
Matthew Morgenstern wurde 1968 in London geboren und erlangte 1990 seinen ersten universitären Abschluss, den Bachelor of Arts in Politik- und Sozialwissenschaft an der Cambridge University.
1992 erhielt er seinen Master of Arts im Fachgebiet „aramäische Bibelübersetzungen“. Im selben Jahr wanderte er nach Israel ein.
Dort studierte er an der Hebräischen Universität Jerusalem, an der er 1996 zunächst einen weiteren Master of Arts erlangte. Die dafür eingereichte Arbeit hatte die Sprache des Genesis-Apokryphons zum Thema und basierte auf Morgensterns Mitarbeit in einer Forschungsgruppe zu den Schriftrollen vom Toten Meer.
Morgenstern verblieb zunächst an der Hebräischen Universität Jerusalem, wo er 2002 mit der Arbeit The Aramaic Language in the Responsa of the Babylonian Geonim promovierte.
Von 2002 bis 2013 forschte und lehrte er an der Universität Haifa. 2011–2012 verbrachte er ein Sabbatical als Gastprofessor an der Freien Universität Berlin. Heute ist er als ordentlicher Professor an der Fakultät für hebräische Kultur an der Universität Tel Aviv angestellt.

## Wirken
Matthew Morgenstern beschäftigt sich mit diversen Themengebieten der Semitistik, vor allem aber mit der Aramaistik. Hier liegt wiederum sein Schwerpunkt auf den ostaramäischen Dialekten, besonders auf dem jüdisch-babylonischen Aramäisch und dem klassischen Mandäisch. Er beschäftigt sich sowohl mit der Erforschung der mandäischen Handschriften als auch mit der Fotografie, Digitalisierung, Transkription und Übersetzung von Zauberschalen und Amuletten.
2013 war Matthew Morgenstern Mitbegründer der Gesellschaft für mandäische Studien, bei der er gewähltes Vorstandsmitglied ist.

## Buchpublikation
- Studies in Jewish Babylonian Aramaic Based upon Early Manuscript Sources. Harvard Semitic Studies, 2011. ISBN 978-1-57506-938-8.